# Norma Editorial
Norma Editorial es una empresa española independiente dedicada a la edición de cómics fundada en 1981 por el editor Rafael Martínez Díaz. Tiene su sede en Barcelona.
Existía ya desde 1977, pero como agencia de representación de autores, promoviendo portadas para novelas, películas y páginas de humor. Norma Editorial todavía realiza estas actividades, destacando entre sus representados Victoria Francés, Koveck, Miguelanxo Prado, Daniel Torres o Luis Royo.

## Trayectoria

### Orígenes
En 1981, la agencia Norma absorbió las revistas del sello Riego Ediciones, esto es, "Cimoc" y "Hunter", a las que pronto sumó "Cairo", "Sargento Kirk" y "Humor a tope", todas dirigidas hasta 1984 por Joan Navarro.
Con estos miembros, la empresa se centró en el cómic español y europeo. Entre los primeros, pueden destacarse a Enrique S. Abulí, Alfonso Azpiri, Beroy, Alfonso Font, Antoni Garcés, Miguelanxo Prado, Segrelles, Rubio, Daniel Torres o Sento; entre los segundos, a Enki Bilal, François Bourgeon, Vittorio Giardino, Jean Van Hamme, Alejandro Jodorowsky, Milo Manara, Moebius, Hugo Pratt, Grzegorz Rosinski o Jacques Tardi. Algunas sagas de estos autores se publicaron en colecciones como Álbumes Cairo, B/N, Cimoc Extra Color, El Muro y Pandora.
También editó la colección teórica Un hombre, mil imágenes (1982-1985).

### Nuevos rumbos
En los años noventa, Norma Editorial comenzó a editar trabajos de autores norteamericanos, siendo su buque insignia la obra de Will Eisner, al que siguieron John Byrne, Neil Gaiman, Frank Miller, P. Craig Russell, Mike Mignola o Alan Moore en sellos como Made in USA.
La empresa no fue ajena al boom del manga que se produjo a principios de los noventa, y publicó trabajos de Kia Asamiya, CLAMP, Kosuke Fujishima, Haruhiko Mikimoto, Katsuhiro Otomo, Hiromu Arakawa, Yoshiyuki Sadamoto y Masamune Shirow. Fue además, la primera editorial en España en decidir publicar manga en el sentido de lectura original.
A mediados de los noventa se inició una estrecha colaboración con la editorial independiente estadounidense Dark Horse, y a finales de la década se incorporaron a su catálogo las series de superhéroes de DC Comics y la colección Vertigo.

### Últimos años
Norma lanzó la revista ¡Dibus! (2000-2015), dirigida al lector infantil, y tras la pérdida de los derechos de DC en 2005, inició una serie de colecciones que recogían cómic de género: Made in Hell, para el cómic de terror; Comic Noir, para el cómic policíaco; y El día después, para el cómic de ciencia ficción. En el año 2006 anunciaron la adquisición de nuevas series de superhéroes, como las de la editorial ASPEN (con títulos como Soulfire o Fathom) y WildStorm (con títulos como The Authority o Ex Machina).